# San Pablo, Zamboanga del Sur
San Pablo là một đô thị cấp bốn ở tỉnh Zamboanga del Sur, Philippines. Theo điều tra dân số năm 2000, đô thị này có dân số 23.450 người trong 4.739 hộ.

## Các đơn vị hành chính
San Pablo, về mặt hành chính, được chia thành 28 khu phố (barangay).
| - Bag-ong Misamis - Bubual - Buton - Culasian - Daplayan - Kalilangan - Kapamanok - Kondum - Lumbayao - Mabuhay - Marcos Village - Miasin - Molansong - Pantad | - Pao - Payag - Poblacion (San Pablo) - Pongapong - Sacbulan - Sagasan - San Juan - Senior - Songgoy - Tandubuay - Taniapan - Ticala Island - Tubo-pait - Villakapa |